# Falsoropica clavipes
Falsoropica clavipes är en skalbaggsart som beskrevs av Stefan von Breuning 1939. Falsoropica clavipes ingår i släktet Falsoropica och familjen långhorningar. Inga underarter finns listade i Catalogue of Life.